# 司界蘭溪
司界蘭溪，又有譯寫為斯基郎溪、四季郎溪、蘇七蘭溪（泰雅語：、:57、:48），是台灣的高山河川，大甲溪水系上游源流的一條支流，源頭發源於雪山主峰西南斜面，漢名又有標示為秀柯溪，流向東南方，貫流雪山東南稜志佳陽大山與西南稜大劍山稜線之間，流長約九公里，在志佳陽部落（現漢名又稱環山:8）西北方的溪底處匯入伊卡丸溪。部落西北方的溪底有四季蘭溪吊橋跨越伊卡丸溪，吊橋上游約200多公尺處即為司界蘭溪匯流處，全溪流域在台中市和平區。伊卡丸溪續往西南流到台七甲線65.5K清泉橋下游約一公里處與左股南湖溪匯流，稱為大甲溪。
志佳陽部落西北方的溪底通過四季蘭溪吊橋跨越到伊卡丸溪對岸後，為志佳陽大山登山口，山路沿司界蘭溪上溯一段路，然後陡上志佳陽大山的幾層明顯山麓階：賽良久（志佳陽群傳統獵場）、瓢簞池、志佳陽大山山頂。:27在武陵農場雪山東峰登山口尚未開闢前，此為舊雪山登山口，從此上雪山約為12.5公里。

## 生態
溪流中有高山鯝魚、中華爬岩鰍、櫻口鰍等魚類，目前該溪受保護，不開放釣魚。